# 幕別温泉

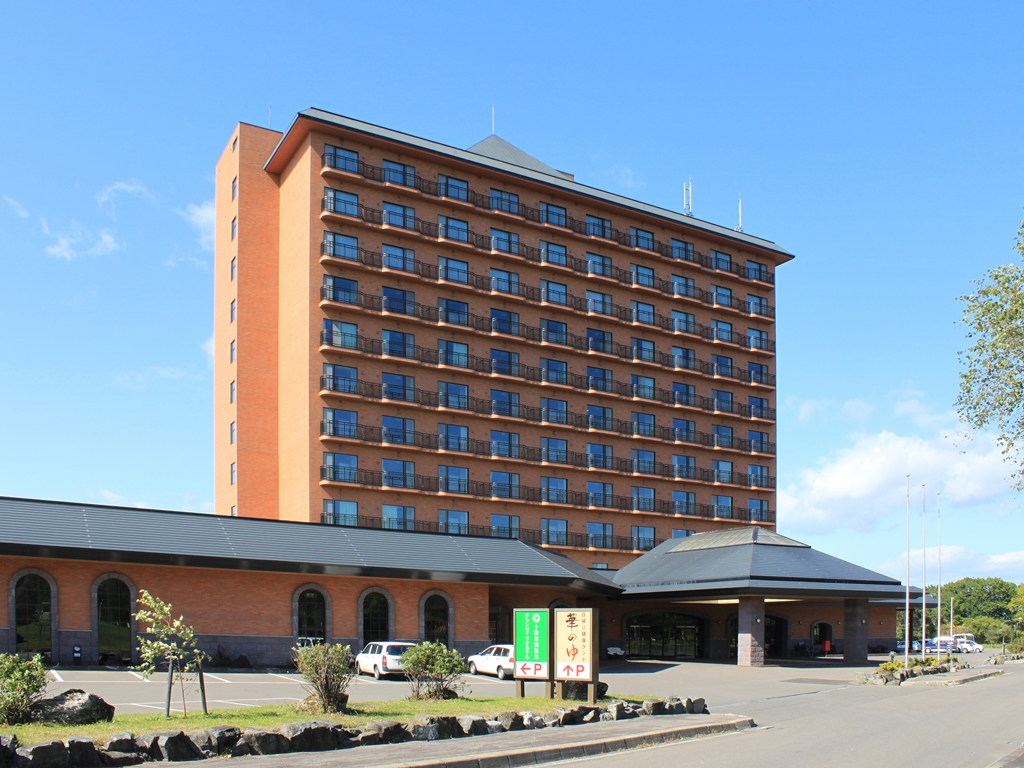
十勝幕別温泉グランヴィリオホテル

幕別温泉（まくべつおんせん）は、北海道中川郡幕別町依田にある温泉。

## 泉質
- 十勝幕別温泉グランヴィリオホテル
  - ナトリウム - 塩化物泉（弱アルカリ性低張性高温泉）
  - 源泉温度47.2℃
  - 源泉の色は濃い褐色のモール泉

- 幕別温泉パークホテル悠湯館
  - ナトリウム - 塩化物・炭酸水素塩泉（弱アルカリ性低張性高温泉）
    - 源泉温度49.6℃、pH 8.6
    - 黄褐色、無味、無臭
    - 「琥珀のモール湯」と命名

- 両温泉施設とも昔は30℃程度の冷泉を加熱して使っていたが、その後1000m以上の深深度ボーリングによって高温のモール泉を掘り当てている。

## 温泉街
十勝平野の幕別町札内地区を見下ろす丘陵地に、「十勝幕別温泉グランヴィリオホテル」と「幕別温泉パークホテル悠湯館」2軒の宿泊施設がある。
十勝幕別温泉グランヴィリオホテルは以前、札幌市の不動産会社である北海道振興が運営する幕別温泉ホテル緑館と称しており、さらに以前は国民宿舎幕別温泉ホテルであった。国民宿舎時代の2階建ての建物から民間に払い下げられてからは地上12階の高層ホテルに生まれ変わり、現在は最上階が宿泊者専用の展望風呂となっている。そして1階に新設された大浴場「華のゆ」（日帰り健康ランド）にはオンドル風岩盤浴が併設されている。
なお、ホテル緑館を運営していた北海道振興は2003年に倒産したため、その後はビジネスホテルを主力とするルートインジャパンに買収され、「十勝幕別温泉グランヴィリオホテル」に名称変更している。また、このホテルのある丘の上には他に町の歴史の展示とサケの生育をおこなう幕別町ふるさと館、公園のなかに俳句を刻んだ岩が点在する十勝俳句村、焼肉ガーデンなどの施設がある。

## 歴史
- 幕別町札内地区の途別川流域や丘の麓には大正・昭和初期からいくつもの冷泉が湧いており、いくつかの温泉旅館ができては消えていた。その一つが途別川河畔にあった黒田温泉で、若山牧水も当地を訪れたことがある。
- 1977年（昭和52年）5月31日 - 環境庁告示第23号により、国民保養温泉地に指定。

## アクセス
- 鉄道：根室本線帯広駅よりバスで約25分。